# Setina ochracea
Setina ochracea är en fjärilsart som beskrevs av Giovanni Antonio Scopoli 1772. Setina ochracea ingår i släktet Setina och familjen björnspinnare. Inga underarter finns listade i Catalogue of Life.